# 주사구
주사구(朱四九, 생몰년 미상)는 원나라 구용(句容, 오늘날 쥐룽시) 사람으로 홍무제의 증조부, 주백륙의 차남, 주초일의 부친, 주세진의 조부이다.
1363년, 홍건적의 난을 틈타 자립한 한림아에 의해 자덕대부(資德大夫), 강남등처행중서성우승(江南等處行中書省右丞), 상성군(上性軍), 사공(司空), 오국공(吳國公)으로 추증되었으며 주사구의 아내 후씨(侯氏)도 공부인(公夫人)으로 추증되었다.
1368년, 증손 주원장이 명나라를 건국하자 묘호 의조(懿祖), 시호 환황제(桓皇帝)로 추존되어 조릉(祖陵)에 안장되었다. 동시에 그의 아내 후씨도 환황후(恒皇后)로 추존되었다.